# Сфрус
Сфрус (итал. Sfruz) је насеље у Италији у округу Тренто, региону Трентино-Јужни Тирол.
Према процени из 2011. у насељу је живело 313 становника. Насеље се налази на надморској висини од 1083 м.

## Становништво
Према резултатима пописа становништва 2011. у општини је живело 323 становника.
| 1931. | 1936. | 1951. | 1961. | 1971. | 1981. | 1991. | 2001. | 2011. |
| ----- | ----- | ----- | ----- | ----- | ----- | ----- | ----- | ----- |
| 447   | 414   | 381   | 332   | 294   | 292   | 271   | 275   | 323   |